# Usine de dessalement de l'État de Victoria
L'usine de dessalement de l'État de Victoria est située à Dalyston, près de Wonthaggi (en) dans le comté de la côte Bass en Australie. Initiée dès 2006, financée par un partenariat public-privé, elle est destinée à fournir de l'eau potable aux habitants de la ville de Melbourne et de sa région. C'est la plus grande installation de dessalement d'eau de mer d'Australie et l'une des plus grandes du monde utilisant la technique de l'osmose inverse,. Opérationnelle depuis le 17 décembre 2012, elle n'a pourtant pas encore été utilisée, aucune commande n'ayant été passée depuis 2012,.

## Historique
Confronté à la sécheresse (sécheresse des années 2000 en Australie (en)) et aux restrictions d'eau (en), le gouvernement de l'état de Victoria publie en 2004 un livre blanc sur la politique de l'eau Securing Our Water Future Together. L'étape suivante, après une étude de faisabilité, est l'annonce le 19 juin 2007 de la construction d'une usine de dessalement d'eau de mer. En 2008, l'appel d'offres fait le choix d'un partenariat public-privé. Le 30 juillet 2009, est choisi le consortium Aquasure, constitué par Degremont, Suez Environnement, Thiess (en) et Macquarie Capital Group.
Le 6 octobre 2009, la construction débute avec l'objectif d'une mise en service fin 2011,. Mais ce n'est qu'en décembre 2012 que l'usine est déclarée prête à être mise en service,.

## Opposition

### Au projet
Les opposants au projet ont protesté sur le site, remis une pétition au parlement régional, intenté une action en justice sans pouvoir interrompre le projet.

### À l'exploitation
Le fait que le remplissage des retenues d'eau rende actuellement inutile la mise en route de l'usine relance régulièrement le débat sur la nécessité de telles installations,.

## Technologie
L'usine utilise un procédé d'osmose inverse et a une capacité de production annuelle de 150 gigalitres (150 000 000 m3), pouvant être portée à 200 gigalitres en agrandissant l'installation.

### Constructions annexes
En plus de l'usine de dessalement, il a fallu construire un aqueduc de 84 km (dimensionné pour 200 gigalitres) pour acheminer l'eau potable produite jusqu'au réservoir de Cardinia (en),, ainsi que 87 km de lignes à haute tension pour alimenter l'installation en électricité,. Le pipeline de 1,9 m de diamètre et les câbles électriques suivent un tracé voisin et sont enterrés à proximité l'un de l'autre. Ils rejoignent les réseaux d'eau et électrique dans la banlieue sud-est de Melbourne,.

### Tunnels et structures immergées
Pour assurer le transport de l'eau de mer et le rejet de la saumure, deux tunnels de 4 m de diamètre  enterrés à plus de 15 m sous le fond marin ont été creusés par un tunnelier. Le captage se fait à 20 m sous la surface à 1,2 km de l'usine, soit 800 m de la plage, et le rejet se fait à 1,5 km (1,1 km de la plage) à une profondeur de 24 m.
Deux structures de 200 tonnes distantes de 50 m assurent le prélèvement de l'eau de mer à une vitesse de 0,54 kilomètre par heure (0,15 mètre par seconde). La saumure est rejetée à 500 m du point de captage par deux dispositifs comportant neuf diffuseurs, également espacés de 50 m.

### Procédé
Douze pompes d'une capacité de 1 m3/s chacune introduisent l'eau de mer dans l'installation. Elle est d'abord filtrée puis plus de 55 000 membranes d'osmose inverse sont utilisées en deux étapes afin de séparer le sel et les minéraux de l'eau,. Au cours de l'étape suivante, la reminéralisation, le pH est corrigé, l'eau est chlorée et fluorée.

### Intégration dans le paysage
Dès 2009, le projet mentionne des objectifs environnementaux: protection du littoral et de la mer, utilisation d'électricité non issue d'énergies fossiles et intégration dans le paysage. Ainsi, sur les 263 hectares du site, l'usine occupe 38 ha, le reste étant un parc ouvert au public. Les 1,4 million de mètres cubes de sol déplacés ont servi à construire des dunes et plusieurs millions de plantes dont plus de 150 000 arbres ont été plantés. De plus, les installations sont protégées par un toit végétalisé de 26 000 m2, l'un des plus grands du monde,. Ce type de toiture a été choisi pour masquer l'usine, mais également pour ses qualités d'isolation phonique et de protection contre le rayonnement solaire.

## Production
Dès sa livraison, l'usine a été mise à l'arrêt. Le niveau élevé des retenues d'eau ayant conduit le ministre de l'eau à ne pas passer de commande (« zero bill order ») pour la période 2012-2013. À ce jour,, aucune commande n'a été passée. L'usine a néanmoins produit de l'eau potable envoyée jusqu'aux retenues d'eau afin de prouver que le système était opérationnel.
| Période   | Production (*) |
| --------- | -------------- |
| 2012-2013 | 0              |
| 2013-2014 | 0              |
| 2014-2015 | 0              |

## Coût

### Contrat
Le contrat court depuis le 31 juillet 2009 jusqu'au 30 septembre 2039. Il prévoit des coûts fixes liés à l'amortissement de la construction et au prix de l'assurance d'être approvisionné ainsi que des coûts variables proportionnels à la quantité d'eau commandée par l'État de Victoria et réellement produite par l'exploitant. Cette commande (0, 50, 75, 100, 125 ou 150 gigalitres) est faite en avril de l'année et couvre la période allant du 1er juillet au 30 juin. Initialement, la partie fixe se montait à 1,8 million de dollars australiens par jour.

### Divulgation des coûts prévisionnels
En 2011, Ted Baillieu, libéral, alors Premier ministre du Victoria publie un tableau des coûts cumulés prévisionnels du contrat signé par Tim Holding (en), ministre de l'eau de son prédécesseur John Brumby, travailliste. Le coût total à l'échéance du contrat en 2027 prévu à cette date varie de 19,371 à 23,917 milliards de dollars australiens selon la quantité d'eau produite chaque année (0 à 150 gigalitres).

### Baisse de prix
En 2014, le nouveau gouvernement annonce une réduction de la facture dû à un refinancement et à des modifications du contrat: le versement pour la période 2014-2015 baisse ainsi de 53 millions de dollars australiens passant à 613 millions. L'économie réalisée au terme du contrat serait de 1,2 milliard.

### Coût réel
Melbourne Water publie dans ses rapports annuels le coût réel par année fiscale (du 1er juillet au 30 juin de l'année suivante). Les données disponibles sont présentées dans le tableau suivant :
| Année fiscale | Coûts réels (*) |
| ------------- | --------------- |
| 2011-2012     | 0               |
| 2012-2013     | 430             |
| 2013-2014     | 640             |
| 2014-2015     | 630             |